# Нахабинский сельсовет
Нахабинский сельсовет — упразднённая административно-территориальная единица, существовавшая на территории Московской губернии и Московской области до 1938 года.
Нахабинский с/с был образован в первые годы советской власти. По данным 1919 года он входил в состав Павловской волости Звенигородского уезда Московской губернии.
14 января 1921 года Павловская волость была передана в Воскресенский уезд.
По данным 1926 года в состав сельсовета вошли село Нахабино и деревня Желябино.
В 1929 году Нахабинский с/с был отнесён к Воскресенскому району Московского округа Московской области.
30 октября 1930 года Воскресенский район был переименован в Истринский.
13 декабря 1938 года село Нахабино получило статус рабочего посёлка. В связи с этим Нахабинский с/с был упразднён, а входившее в него селение Желябино было передано в Козино-Нефедьевский с/с.